# Гадзанига
Гадзанѝга (на италиански: Gazzaniga; на ломбардски: Gageniga, Гадженига) е градче и община в Северна Италия, провинция Бергамо, регион Ломбардия. Разположено е на 386 m надморска височина. Населението на общината е 5073 души (към 2017 г.).